# جان ماري كيفر
جان ماري كيفر (بالفرنسية: Jean-Marie Kieffer) هو ملحن لوكسمبورغي، ولد في 1960 في Remich ‏ في لوكسمبورغ.